# Phryganopteryx postexcisa
Phryganopteryx postexcisa är en fjärilsart som beskrevs av Rothschild 1935. Phryganopteryx postexcisa ingår i släktet Phryganopteryx och familjen björnspinnare. Inga underarter finns listade i Catalogue of Life.